# Трансформери 2: Захід людства
Трансморфери: занепад людства; Трансморфери: падіння людини; Трансморфери: падіння людства (Transmorphers: Fall of Man) — американський науково-фантастичний фільм 2009 року; режисер Скотт Вілер; виробництво The Asylum. Це є приквел до фільму 2007 року «Трансморфери». Світова прем'єра відбулася 29 липня 2009; прем'єра в США — 30 червня 2009 року.

## Знімались
| Актор            | Роль             |
| ---------------- | ---------------- |
| Брюс Бокслейтнер | Гадлі Раян       |
| Дженніфер Рубін  | Джо Саммерс      |
| Шейн Ван Дайк    | Ван-Райберг      |
| Расс Кінгстон    | Стен Вестон      |
| Сільві Кас       | офіцерка Стівенс |